# 사물통신
M2M(영어: Machine To Machine)은 사물지능통신을 뜻한다.

## 역할
사물통신이란 ‘사람과 사물’, ‘사물과 사물’간 지능통신 서비스를 언제 어디서나 안전하고 편리하게 실시간 이용할 수 있는 미래 방송통신 융합 ICT인프라로의 진화를 의미한다. 사물통신은 사람이 직접 하기에 위험한 일이나 시간이 많이 소요되는 일, 또는 보안을 위한 일 등을 기계가 대신한다는 장점이 있다. 사물통신의 적용분야로는 텔레매틱스, 운동, 내비게이션, 스마트 계량기, 자동판매기, 보안서비스 등이 있다.

## 발전 가능성
텔레비전·냉장고·세탁기 등 가전부터 자동판매기·현금인출기·자동차·건강정보를 수집하는 헬스케어 장치, 가스·전기·수도 검침기, 온도·습도 조절기까지 M2M 기술을 접목시킬 수 있는 기기는 무궁무진하다.

## 같이 보기
- 차량-사물 통신